# Stwosz-Eisfall
Der Stwosz-Eisfall (polnisch Lodospad Wita Stwosza)  ist ein Gletscherbruch an der Südküste von King George Island im Archipel der Südlichen Shetlandinseln. Er fließt von der Krakau-Halbinsel in das Kopfende der Legru Bay.
Teilnehmer einer polnischen Antarktisexpedition benannten ihn 1980 nach dem Bildhauer Wit Stwosz (Veit Stoß, ≈1447–1533), zu dessen Werken der Krakauer Hochaltar zählt.